# Бордо-Бегль (регбійний клуб)
Юньон Бордо-Бегль (фр. Union Bordeaux Bègles) — французький регбійний клуб, який виступає у вищому дивізіоні національного чемпіонату. Команда стала учасником елітного дивізіону за підсумками сезону 2010/2011, ставши переможцем другої ліги. Крім того, жирондинській колектив грає у  міжнародних кубках і в 2025 році виграв Кубок Європейських чемпіонів з регбі.
Клуб був створений в 2006 році в результаті об'єднання команд Стад Бордле і СК Бордо-Бегль Жиронда. Домашні матчі Юньон проводить на стадіоні Стад Андре-Мога, здатному прийняти 10 тисяч вболівальників. Деякі зустрічі, на які приходить значно більше людей, переносяться на велику арену Стад Жак-Шабан-Дельма, інфраструктура якого придатна прийняти майже 35 тисяч вболівальників. Стад Бордле ставав чемпіоном Франції сім разів, Жиронда — двічі. Таким чином, Юньон Бордо-Бегль, успадкував дев'ять титулів національного чемпіона. Команда грає в біло-бордовій формі.

## Історія
Вболівальники Бордо довгий час відчували відсутність в місті провідного клубу: за право вважатися флагманом жирондінського регбі боролися Стад Бордле та СК Бордо-Бегль Жиронда. Стад Бордле був одним з найкращих клубів Франції на стику XIX і XX століть (в 1899—1911 роках клуб виграв сім чемпіонатів), але потім команда вступила в кризовий період і продовжила виступи в аматорських турнірах. Бегль не досягав особливих успіхів в період до Першої світової війни, і свій перший титул команда отримала тільки в 1969 році. Наступну перемогу команда здобула лишень через два десятиліття, в 1991 році, а в 1995 клуб дебютував у новому європейському турнірі — кубку Хайнекен. Перехід в нове тисячоліття виявився для клубу скрутним. Бегль вилетів у другий дивізіон за підсумками сезону 2002/2003, а через деякий час опинився ще на рівень нижче — в лізі Федераль 1. Стад Бордле, в свою чергу, рухався в зворотному напрямку: команда завоювала право грати у другій лізі.
У 2005 році почались розмови про об'єднання клубів, проте уболівальники обох команд гнівно їх сприйняли. З іншого боку, злиття підтримувалося низкою впливових гравців минулих років, зокрема, Сержом Сімоном і Бернардом Лапорт. Одним з основних аргументів на користь об'єднання активів був той факт, що місцеві компанії постали перед складним вибором інвестувати в одну чи в іншу команду. 10 березня 2006 було оголошено інформацію про створення організації Бордо Регбі Метрополі, яка об'єднала ряд місцевих підприємств, які бажали взяти участь у створенні великого жирондінського клубу.
Презентацію Метрополі відвідало 25 тисяч городян і 100 компаній. За сприяння юніоністів історичні розбіжності між клубами були частково згладжені. Був підписаний договір про об'єднання, в супутнім комітеті були обрані представники як Бордо-Бегль (Мішель Мога, Албан Мога, Реймонд Шатенет), так і Стад Бордле (Жан-П'єр Ламарк, Ерв Аргу, Філіпп Мулья). Договір мав на увазі об'єднання тільки професійних секцій клубів, молодіжні ж команди продовжили незалежне існування.
Нова команда з турнірної точки зору стала правонаступницею Бордле і зайняла місце в другій лізі. Першим президентом клубу став Фредерік Мартіні. Потім, на старті сезону в 2006 році, повноваження перейшли до підприємця Лорент Марті. Марті сприяв прийняттю рішення про використання командою арени Стад Андре-Мога де Бегль. Крім того, навесні 2008 року президент змінив складну назву клубу Юньон Стад Бордо — Спортивний клуб Бордо-Бегль Жиронда (фр. Union Stade bordelais - Club athlétique Bordeaux-Bègles Gironde) на більш просте Юньон Бордо-Бегль (фр. Union Bordeaux Bègles). Не менш помітним стала і фінансову участь Марті. Якщо в сезоні 2007/2008 бюджет клубу становив 3,8 млн євро, то в наступному сезоні команда мала у своєму розпорядженні вже 4,2 млн євро.
За підсумками розіграшу другої ліги в сезоні 2010/2011 клуб зайняв п'яте місце в турнірній таблиці і отримав право зіграти в підсумкових плей-офф. У півфіналі команда обіграла команду Гренобль (19:12), а у вирішальному матчі зустрілася зі збірною Альбі. Матч відбувся в Ажен, на арені Стад Арманді і завершився перемогою колективу з Бордо з рахунком 21:14. Таким чином, жирондиньці вперше в об'єднаному форматі стали учасниками вищого дивізіону.

## Назва
Незважаючи на заклики спростити назву клубу, президент клубу затвердив назву клубу Юньон Стад Бордо — Спортивний клуб Бордо-Бегль Жиронда (фр. Union Stade bordelais - Club athlétique Bordeaux-Bègles Gironde). Команда СК Бордо-Бегль відмовилась від того, щоб клуб носив просту назву Бордо (наприклад, Бордо Регбі). «Ми помітили, що важко знайти назву для клубу, яка підійшла би і сподобалась двом командам. Вибрана нами назва ім'я поважає поняття рівності і рівноваги» (Філіпп Мулья — президент)
Навесні 2008 року було змінено назву на більш просту Юньон Бордо-Бегль (фр. Union Bordeaux Bègles).

## Досягнення
Топ 14
- 2014—2015 — 7-ме місце[1]
- 2013—2014 — 8-ме місце
- 2012—2013 — 11-те місце
- 2011—2012 — 8-ме місце

Про Д2
- 2010—2011 — 5-те місце
- 2009—2010 — 9-те місце
- 2008—2009 — 11-те місце
- 2007—2008 — 12-те місце
- 2006—2007 — 12-те місце
- 2005—2006 — 7-те місце

## Сезон 2016/17 Топ 14
| \| \| 2016–17 Топ 14 таблиця \| watch · edit · discuss \| |                        |                        |          |       |         |         |            |                     |          |             |                |                 |      |
| | Клуб                   | Розіграних             | Виграних | Нічия | Програш | Бали за | Бали проти | Різниця балів Diff. | Проби за | Проби проти | Здобуті бонуси | Втрачені бонуси | Бали |
| 1 | Атлантик Стад Рошель   | 17                     | 10       | 3     | 4       | 439     | 313        | +126                | 42       | 24          | 5              | 3               | 54   |
| 2 | АСМ Клермон Овернь     | 17                     | 10       | 3     | 4       | 497     | 351        | +146                | 52       | 36          | 5              | 2               | 53   |
| 3 | Монпельє Еро           | 17                     | 10       | 0     | 7       | 434     | 378        | +56                 | 38       | 33          | 3              | 3               | 46   |
| 4 | Кастр                  | 17                     | 9        | 1     | 7       | 438     | 347        | +91                 | 42       | 27          | 3              | 2               | 43   |
| 5 | Тулон                  | 17                     | 8        | 1     | 8       | 408     | 363        | +45                 | 37       | 35          | 4              | 4               | 42   |
| 6 | Тулуза                 | 17                     | 9        | 0     | 8       | 348     | 333        | +15                 | 32       | 24          | 2              | 4               | 42   |
| 7 | Бордо-Бегль            | 17                     | 8        | 1     | 8       | 397     | 388        | +9                  | 33       | 34          | 1              | 4               | 39   |
| 8 | Сексьйон Палуаз        | 16                     | 8        | 0     | 8       | 366     | 395        | –29                 | 35       | 36          | 1              | 4               | 37   |
| 9 | Брів Коррез            | 17                     | 8        | 1     | 8       | 366     | 414        | -48                 | 24       | 37          | 0              | 2               | 36   |
| 10 | Рейсінг                | 16                     | 8        | 1     | 7       | 350     | 349        | –1                  | 34       | 30          | 2              | 0               | 36   |
| 11 | Стад Франсе            | 17                     | 7        | 1     | 9       | 397     | 431        | –34                 | 38       | 39          | 2              | 2               | 34   |
| 12 | Ліон                   | 16                     | 6        | 2     | 8       | 325     | 361        | –36                 | 24       | 26          | 2              | 3               | 33   |
| 13 | Гренобль               | 16                     | 4        | 0     | 13      | 392     | 537        | –145                | 37       | 49          | 1              | 6               | 23   |
| 14 | Авірон Байонне         | 16                     | 4        | 2     | 10      | 256     | 453        | –197                | 18       | 47          | 0              | 0               | 16   |
| Якщо команди знаходяться на одному рівні в таблиці на будь-якому етапі, будуть застосовані тайбрейкі в наступному порядку: 1. Класифікація в попередньому сезоні Топ 14 |                        |                        |          |       |         |         |            |                     |          |             |                |                 |      |
| Зелений фон (1 та 2 рядки) отримують пів-фінальні плей-офф місця і візьмуть участь у 2017-18 Європейському кубкові чемпіонів з регбі. Голубий фон (рядки від 3 до 6) здобудуть чвертьфінальні плей-офф місця і візьмуть участь у Кубку чемпіонів. Жовтий фон (7 рядок) авансують до плей-офф щоб отримати шанс позмагатись в Кубку чемпіонів. Білий фон вказує на команди, які здобули місце в Кубку Європи з регбі. Червоний фон (13 і 14 рядки) - команди будуть перенесені до Регбі Про Д2. Фінальна таблиця |                        |                        |          |       |         |         |            |                     |          |             |                |                 |      |
| | 2016–17 Топ 14 таблиця | watch · edit · discuss |          |       |         |         |            |                     |          |             |                |                 |      |